# 和平乡 (安岳县)
和平乡，是中华人民共和国四川省资阳市安岳县曾经下辖的一个乡。2019年12月，撤销和平乡，将其所属行政区域划归李家镇管辖。

## 行政区划
和平乡撤销前下辖以下地区：
皂角村、儒堂村、赵白村、亭子村、瓦窑村、五井村、新学村、白庙村和龙王村。